# فيليبا بيري
فيليبا بيري (بالإنجليزية: Philippa Perry)‏ (1 نوفمبر 1957 في المملكة المتحدة)؛ معالجة نفسية وكاتبة بريطانية. تكتب في الغارديان وفي مجلة ريدز ولها عدة كتب في علم النفس والتربية

## حياتها
ولدت فيليبا بيري في مدينة وارينغتون في مقاطعة تشيشير في شمال غرب إنجلترا. امتلكت عائلة والدتها مصنع قطن وورث والدها شركة هندسية ومزرعة. تلقت تعليمها في مدرسة أبوتس بروملي للبنات وفي مدرسة إنهاء سويسرية. عملت كاتبة تقاضي ووكيلة تحقيق وموظفة في ماكدونالدز. ذهبت إلى جامعة مدلسكس حيث حصلت على شهادتها في الفنون الجميلة.

## عملها
في عام 1985 تدربت وتطوعت بيري مع منظمة السامريون، وبعد ذلك تدربت كطبيبة نفسية. عملت بيري في مجال الصحة العقلية لمدة 20 عامًا منها عشر سنوات في عيادة خاصة  وفي عام 2010 انضمت إلى هيئة التدريس في مدرسة الحياة.
كان لديها عمود منتظم حول العلاج النفسي في مجلة علم النفس لمدة عامين، وفي سبتمبر 2013 أصبحت تكتب في مجلة ريد. تعمل بيري أيضًا كصحافية مستقلة متخصصة في علم النفس وكانت مقدمة عرضية لبرنامج ذا كلتر على بي بي سي الثانية.
قدمت بيري العديد من الأفلام الوثائقية بما في ذلك: أكاذيب جنسية ومحبون: قصة العمة (بي بي سي أربعة)  كونك ثنائي القطب (القناة 4) حقيقة الأطفال الذين يكذبون (راديو بي بي سي 4) واستطلاع الجنس البريطاني العظيم (القناة الرابعة).
في عام 2010، نشرت دار النشر الأكاديمية بالجريف ماكميلان كتاب بيري «خيال الأريكة: قصة مصورة عن العلاج النفسي». وهي رواية مصورة تحكي قصة معالج نفسي وعميلها، من وجهة نظر كل واحد منهما. تتخذ بيري أسفل مربعات الرواية المصورة دور المعلق مقدمةً هوامش حول ما يمكن أن يحدث بينهما والنظريات التي يعتمد عليها المعالج أو التي ينبغي أن يعتمد عليها. في الكتاب خاتمة لأندرو صامويلز.

## سياسيًا
في أبريل 2016، أعلنت بيري دعمها لحزب مساواة للمرأة.

## منشورات

### الكتب
- خيال الأريكة: قصة مصورة عن العلاج النفسي، بالجريف ماكميلان، 2010م، مع خاتمة لأندرو صامويلز.[12]
- كيف تبقى عاقلاً، سلسلة المساعدة الذاتية لمدرسة الحياة، بان ماكميلان،2012م، حرره ألن دي بوتون.[13][14]
- الكتاب الذي تتمنى لو قرأه أبواك (وسيكون أطفالك سعداء لأنك قرأته)، لندن: بينجوين، 2019.[15] ونشرته بالعربية دار الساقي في 2019.[16]

### المقالات
- بيري، فيليبا (2007). "العمل مع التفكك". المجلة البريطانية لتكامل العلاج النفسي. بالجريف ماكميلان. ج. 4 ع. 2: 29–42. ISSN:1759-0000. مؤرشف من الأصل في 2016-06-27.
- بيري، فيليبا (2009). "تسويق قائم على أساس العلاقات". المجلة البريطانية لتكامل العلاج النفسي. بالجريف ماكميلان. ج. 6 ع. 2: 47–51. ISSN:1759-0000. مؤرشف من الأصل في 2016-06-27.
- بيري، فيليبا (2 مايو 2010). "أفكار للحياة الحديثة: الكيمياء". الغارديان. مؤرشف من الأصل في 2017-02-20.

- بيري، فيليبا (18 يناير 2011). "كيف تكون سعيدًا: وجهة نظر معالج نفسي". الغارديان. مؤرشف من الأصل في 2017-02-20.
- بيري، فيليبا (23 فبراير 2012). "النوع واستبداد الطبيعي". الغارديان. مؤرشف من الأصل في 2020-12-08.
- بيري، فيليبا (3 ابريل 2012). "لماذا يقتل الأبناء آبائهم". الغارديان. مؤرشف من الأصل في 2017-02-20. {{استشهاد بخبر}}: تحقق من التاريخ في: |تاريخ= (مساعدة)

## الحياة الشخصية
تزوجت الفنان غرايسون بيري في العام 1992 وأنجبت له أبنة واحدة أسمها فلورنس في نفس العام. ويعيشون سويا في لندن. غالبًا ما تسأل بيري عما هو عليه الزواج من متشبه بالنساء وتقول، «أن تكوني زوجة متشبه بالنساء شيء رائع، فهو يجعلني دائمًا أبدو مذهلة». عندما سألها المسؤول الصحفي في قصر باكنغهام نفس السؤال خلال حضور العائلة حفل استقبال هناك في عام 2005، قالت، «مع استمرار الهواجس، إنها أفضل من كرة القدم».